# Saló Internacional de l'Automòbil de Barcelona 2009

Panoràmica del Saló de l'Automòbil del 2009

L'edició del 2009 del Saló Internacional de l'Automòbil de Barcelona fou la 35a d'aquest esdeveniment. Organitzada per la Fira de Barcelona al Recinte firal de Montjuïc entre el 9 i el 17 de maig, fou presidida per Enric Lacalle i dirigida per José Miguel García.
En aquella ocasió, coincidint amb la commemoració del seu 90è aniversari (el certamen es va instaurar el 1919), el Saló de l'Automòbil de Barcelona va batre el seu rècord de participació, amb 55 marques diferents. A causa de la crisi s'hi van presentar cotxes més econòmics i amb menys consum i, per tant, més ecològics i adaptats a les noves normatives.

## Novetats

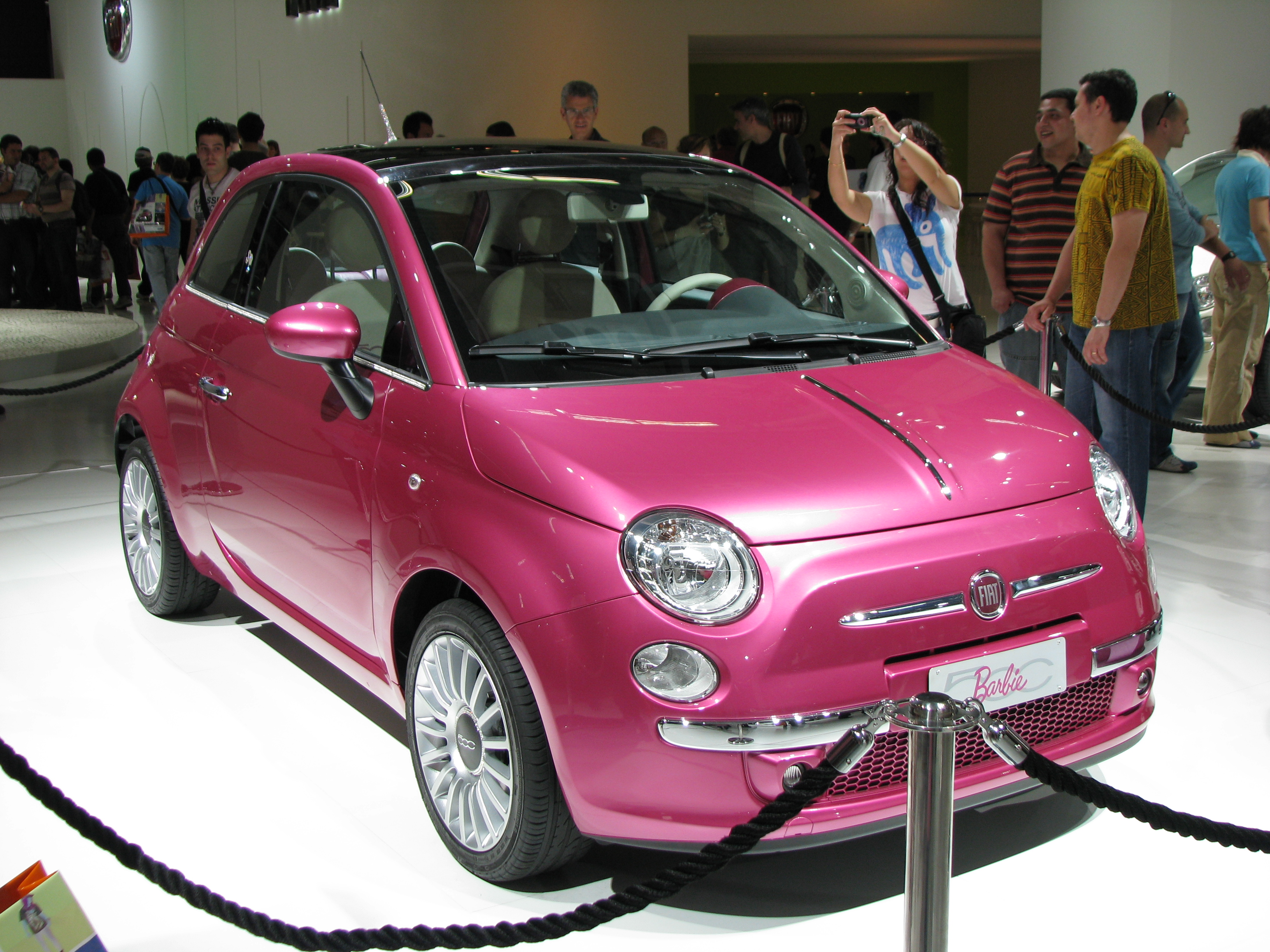
El Fiat Barbie 500, presentat al Saló del 2009

Durant l'edició del 2009, al Saló s'hi presentaren com a primícia diversos models d'automòbil:
- Novetats mundials:
  - Fiat 500 Barbie
  - Opel Insignia OPC
  - Seat Ibiza Bocanegra
  - Seat Ibiza FR
  - Seat León Cupra
- Novetats europees:
  - Audi Q3 (prototipus)
  - Dacia Sandero Stepway
  - Land Rover Discovery IV
  - Mercedes-Benz Clase S 400 Hybrid
  - Nissan NV200 Van
  - Range Rover 2010
  - Range Rover Sport 2010
  - Tata ACE elèctric

Com a primícia per al mercat espanyol, s'hi presentà la marca Abarth.

## Novetats per marca

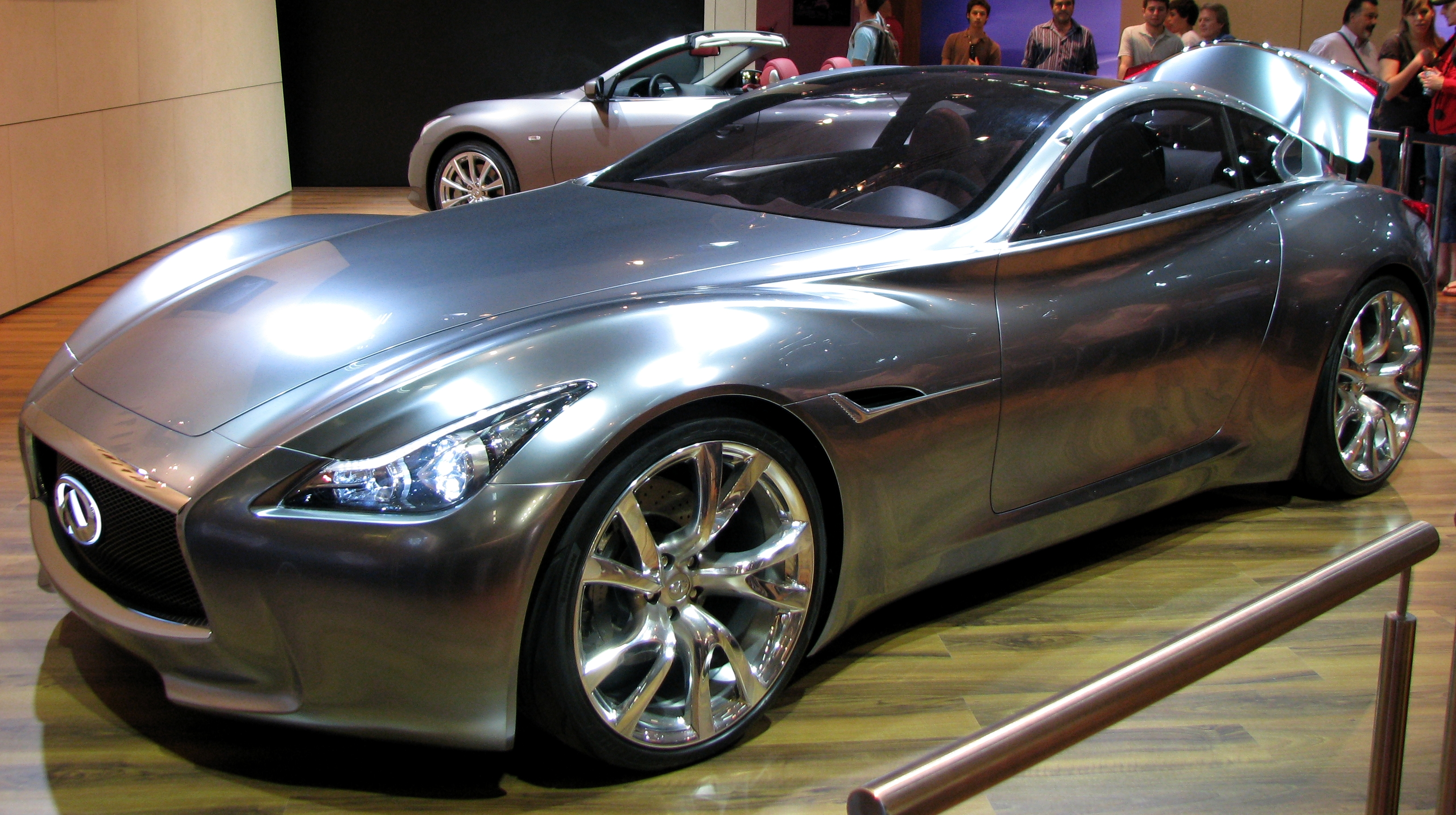
L'Infiniti Essence, presentat al Saló del 2009

Les principals novetats que presentà cada marca varen ser aquestes:
- Alfa Romeo: 
  - 8C Spider
  - Prototipus de l'Alfa Romeo MiTo GTA
- BMW: El nou Z4
- Citroën: 
  - C4 WRC HYbrid4
  - Prototipus DS Inside
- Fiat: 
  - 500C
  - 500 by Diesel edició especial
  - Nou Punto 1.6 amb 120 CV
- Ford:
  - Prototipus Iosis MAX
  - Focus RS amb 305 CV
  - Kuga 2.5 Turbo de 200 CV
  - Versió "campera" del Focus X Road
- Honda: Insight (vehicle híbrid)
- Lancia: Delta Hardblack 1.8 Di TurboJet de 200 CV
- Land Rover: Freelander 2 TD4_e Stop/Start
- Lada: Priora
- Lexus: 
  - RX 450h
  - IS 250C (versió descapotable)
- Mazda: 
  - CX-7 (amb un nou motor dièsel)
  - Mazda 3
  - Mazda3 MPS
  - Prototipus Kazamazal
- Mercedes-Benz: Nova gama de la Classe E Coupé
- Mini: Cabrio
- Mitsubishi: Prototipus i MliEV Sport Air
- Nissan: 
  - Prototipus Kasana
  - Pixo
  - 370Z amb 331 CV
  - Infiniti, la nova marca de luxe de Nissan
- Peugeot; 3008
- Škoda: Yeti
- SsangYong: Prototipus C200
- Suzuki: Alto
- Tata: 
  - Indica Vista i V2 Elèctric
  - Nano
- Toyota: Urban Cruiser
- Volkswagen: 
  - Nou disseny del Polo
  - Nou disseny del Golf GTI